# ティム・ケネディ
ティム・ケネディ（Tim Kennedy、1979年9月1日 - ）は、アメリカ合衆国の男性総合格闘家。カリフォルニア州サンルイスオビスポ出身。ジャクソンズMMA所属。
アメリカ陸軍特殊部隊の一等軍曹であり、ウサーマ・ビン・ラーディンの捕獲作戦にも参加している。

## 来歴
空手と柔術を学び、ミズーリコロンビアカレッジ在学中の2001年に総合格闘技デビュー。大学卒業後はアメリカ陸軍に入隊し、グリーンベレーの隊員としてアフガニスタン紛争やイラク戦争で戦果をあげブロンズスターメダルを授与された。

### Strikeforce
2009年6月19日、Strikeforce初参戦となったStrikeforce Challengers 2でニック・トンプソンと対戦し、パウンドでギブアップ勝ちを収めた。
2010年8月21日、Strikeforce: Houstonの世界ミドル級王座決定戦でホナウド・ジャカレイと対戦し、0-3の判定負けを喫し王座獲得に失敗した。
2011年3月5日、Strikeforce: Feijao vs. Hendersonでメルヴィン・マヌーフと対戦し、リアネイキドチョークで一本勝ちを収めた。
2011年7月30日、Strikeforce: Fedor vs. Hendersonでロビー・ローラーと対戦し、3-0の判定勝ちを収めた。
2012年7月14日、Strikeforce: Rockhold vs. Kennedyの世界ミドル級タイトルマッチでルーク・ロックホールドと対戦し、0-3の判定負けを喫し王座獲得に失敗した。

### UFC
2013年7月6日、UFC初参戦となったUFC 162でホジャー・グレイシーと対戦し、3-0の判定勝ちを収めた。
2013年11月6日、UFC: Fight for the Troops 3でハファエル・ナタウと対戦し、パウンドでKO勝ち。ノックアウト・オブ・ザ・ナイトを受賞した。
2014年4月16日、UFC Fight Night: Bisping vs. Kennedyでミドル級ランキング5位のマイケル・ビスピンと対戦し、判定勝ち。
2014年9月27日、UFC 178でミドル級ランキング10位のヨエル・ロメロと対戦し、パウンドでTKO負け。ファイト・オブ・ザ・ナイトを受賞した。試合後に2R終了後のインターバルにロメロが余分に28秒間休み続けた行為を不服とし、ネバダ州アスレチック・コミッションへ提訴したが裁定は覆らなかった。
2016年12月10日、2年3か月ぶりの復帰戦となったUFC 206でケルヴィン・ガステラムと対戦し、パウンドでTKO負け。2連敗となり試合後に引退を表明した。

## 戦績
| 総合格闘技 戦績 | 総合格闘技 戦績 | 総合格闘技 戦績 | 総合格闘技 戦績 | 総合格闘技 戦績 | 総合格闘技 戦績 | 総合格闘技 戦績 |
| --------------- | --------------- | --------------- | --------------- | --------------- | --------------- | --------------- |
| 24 試合         | (T)KO           | 一本            | 判定            | その他          | 引き分け        | 無効試合        |
| 18 勝           | 6               | 8               | 4               | 0               | 0               | 0               |
| 6 敗            | 3               | 0               | 3               | 0               | 0               | 0               |

| 勝敗 | 対戦相手                       | 試合結果                         | 大会名                                                                      | 開催年月日     |
| ×    | ケルヴィン・ガステラム         | 3R 2:45 TKO（左フック→パウンド） | UFC 206: Holloway vs. Pettis                                                | 2016年12月10日 |
| ×    | ヨエル・ロメロ                 | 3R 0:38 TKO（パウンド）          | UFC 178: Johnson vs. Cariaso                                                | 2014年9月27日  |
| ○    | マイケル・ビスピン             | 5分5R終了 判定3-0                | UFC Fight Night: Bisping vs. Kennedy                                        | 2014年4月16日  |
| ○    | ハファエル・ナタウ             | 1R 4:40 KO（左フック→パウンド）  | UFC: Fight for the Troops 3                                                 | 2013年11月6日  |
| ○    | ホジャー・グレイシー           | 5分3R終了 判定3-0                | UFC 162: Silva vs. Weidman                                                  | 2013年7月6日   |
| ○    | トレバー・スミス               | 3R 1:36 ギロチンチョーク         | Strikeforce: Marquardt vs. Saffiedine                                       | 2013年1月12日  |
| ×    | ルーク・ロックホールド         | 5分5R終了 判定0-3                | Strikeforce: Rockhold vs. Kennedy 【Strikeforce世界ミドル級タイトルマッチ】 | 2012年7月14日  |
| ○    | ロビー・ローラー               | 5分3R終了 判定3-0                | Strikeforce: Fedor vs. Henderson                                            | 2011年7月30日  |
| ○    | メルヴィン・マヌーフ           | 1R 3:41 リアネイキドチョーク     | Strikeforce: Feijao vs. Henderson                                           | 2011年3月5日   |
| ×    | ホナウド・ジャカレイ           | 5分5R終了 判定0-3                | Strikeforce: Houston 【Strikeforce世界ミドル級王座決定戦】                  | 2010年8月21日  |
| ○    | トレヴァー・プラングリー       | 1R 3:35 リアネイキドチョーク     | Strikeforce: Los Angeles                                                    | 2010年6月16日  |
| ○    | ザック・カミングス             | 2R 2:43 ノースサウスチョーク     | Strikeforce Challengers 3                                                   | 2009年9月25日  |
| ○    | ニック・トンプソン             | 2R 2:37 ギブアップ（パウンド）   | Strikeforce Challengers 2                                                   | 2009年6月19日  |
| ○    | イライアス・リベラ             | 1R 2:00 KO（パンチ連打）         | IFL: World Grand Prix Finals                                                | 2007年12月29日 |
| ×    | ジェイソン・"メイヘム"・ミラー | 5分3R終了 判定0-3                | HDNet Fights: Reckless Abandon                                              | 2007年12月15日 |
| ○    | ライアン・マッギヴァーン       | 2R 1:25 ギロチンチョーク         | IFL: Chicago                                                                | 2007年5月19日  |
| ○    | ダンテ・リベラ                 | 2R 2:29 ギブアップ（パンチ連打） | IFL: Atlanta                                                                | 2007年2月23日  |
| ○    | ヘクター・ウルビナ             | 1R 1:51 KO（パンチ連打）         | Fightfest 7                                                                 | 2006年9月23日  |
| ○    | クルーズ・チャコン             | 2R 1:21 TKO（パンチ連打）        | Extreme Challenge 50 【ミドル級トーナメント 決勝】                          | 2003年2月23日  |
| ○    | ジェイソン・"メイヘム"・ミラー | 5分3R終了 判定3-0                | Extreme Challenge 50 【ミドル級トーナメント 準決勝】                        | 2003年2月23日  |
| ○    | ライアン・ナート               | 1R 1:22 TKO（パンチ連打）        | Extreme Challenge 50 【ミドル級トーナメント 1回戦】                         | 2003年2月23日  |
| ○    | マック・ブリューワー           | 1R 1:03 TKO（パンチ連打）        | WEC 5: Halloween Fury                                                       | 2002年10月18日 |
| ○    | ジョディ・バーク               | 1R 0:44 前腕チョーク             | IFC Warriors Challenge 16                                                   | 2001年11月9日  |
| ×    | スコット・スミス               | 1R 2:53 TKO（カット）            | IFC Warriors Challenge 15                                                   | 2001年8月31日  |

## 獲得タイトル
- Extreme Challenge 50ミドル級トーナメント 優勝（2003年）

## 表彰
- ブロンズスターメダル
- ブラジリアン柔術 黒帯
- 柔術 黒帯
- アメリカ陸軍格闘術 黒帯
- UFC ファイト・オブ・ザ・ナイト（1回）
- UFC ノックアウト・オブ・ザ・ナイト（1回）

## 出演

### ドキュメンタリー
- ヒトラーを追跡せよ! 〜浮かび上がった亡命説〜